# Trichobius lonchophyllae
Trichobius lonchophyllae är en tvåvingeart som beskrevs av Wenzel 1966. Trichobius lonchophyllae ingår i släktet Trichobius och familjen lusflugor. Inga underarter finns listade i Catalogue of Life.